# Assam Bengal Railway
| Assam Bengal Railway                                   | Assam Bengal Railway |
| ------------------------------------------------------ | -------------------- |
| Lokomotive Nr. 33, gebaut 1895 von Neilson and Company |                      |
| Streckenlänge:                                         | 1905: 1247 km        |
| Spurweite:                                             | 1000 mm (Meterspur)  |
|                                                        |                      |

Die Assam Bengal Railway, abgekürzt ABR, war eine der wegweisenden Eisenbahngesellschaften im Nordosten Britisch-Indiens, teilweise im heutigen Bangladesch gelegen. Sie existierte von 1892 bis 1942.

## Geschichte
Bereits 1891 begann die Regierung mit dem Bau einer rund 150 km langen Eisenbahnstrecke in Meterspur zwischen Chittagong und Comilla, um britische Teeplantagen in der Region Assam zu bedienen. Die Assam Bengal Railway wurde 1892 gegründet, um die Bauarbeiten abzuschließen, den Betrieb der Strecke zu übernehmen und das Netz weiter auszubauen. Die erste Teilstrecke wurde 1895 eröffnet. Weitere Abschnitte folgten, bis das Schienennetz 1905 bereits 1247 km Länge erreichte.
Die ABR hatte ihren Verwaltungssitz im Central Railway Building in Chittagong.
Am 1. Januar 1942 schloss sich die ABR mit der Eastern Bengal Railway zur Bengal and Assam Railway (B&AR) zusammen.

## Fahrzeuge
Neben der Darjeeling Himalayan Railway, der Bengal Nagpur Railway und der North Western Railway war die ABR die vierte indische Eisenbahngesellschaft, die sich Garratt-Lokomotiven zulegte. 1927 ließ man bei Beyer-Peacock sechs solche Maschinen mit der Achsanordnung 2-6-2+2-6-2 (1'C1'+1'C1') bauen, die als Klasse T geführt wurden. Später bei der B&AR erhielten sie die Baureihenbezeichnung GT.
1908 schaffte die ABR als eine der ersten indischen Schmalspurbahnen sehr moderne Selbstentladewagen zum Einschottern von Gleisen an.
1936 besaß die Gesellschaft 205 Lokomotiven, 588 Personenwagen und 5922 Güterwagen.

## Klassifizierung
Das Unternehmen wurde nach der von der indischen Regierung 1926 eingeführten Indian Railway Classification als Eisenbahn der Klasse I eingestuft.